# Lijst van premiers van Litouwen
De  premier van Litouwen staat aan het hoofd van de regering van Litouwen. De premier wordt verkozen door de Seimas.  
De titel van premier werd reeds in de Republiek Litouwen tussen 1918 en 1940 gebruikt. Deze positie verdween in 1940 toen het land door de Sovjet-Unie werd bezet en geannexeerd. De functie bleef ook afwezig onder Duitse bezetting in de Tweede Wereldoorlog en daarna toen er onder het Sovjetbewind een “voorzitter van de raad van ministers” werd ingevoerd. De moderne positie van premier werd in 1990 ingevoerd, tijdens het proces naar onafhankelijkheid van de Sovjet-Unie.

## Premiers van Litouwen (1918-heden)

### Republiek Litouwen (1918-1940)
| Nr. | Premier          | Premier                                           | Ambtstermijn      | Ambtstermijn      |
| --- | ---------------- | ------------------------------------------------- | ----------------- | ----------------- |
| 1   |                  | Augustinas Voldemaras (1883-1942)                 | 11 november 1918  | 26 december 1918  |
| 2   |                  | Mykolas Sleževičius (1882-1939)                   | 26 december 1918  | 12 maart 1919     |
| 3   |                  | Pranas Dovydaitis (1886-1942)                     | 12 maart 1919     | 12 april 1919     |
| (2) |                  | Mykolas Sleževičius (1882-1939) 2e termijn        | 12 april 1919     | 7 oktober 1919    |
| 4   |                  | Ernestas Galvanauskas (1882-1967)                 | 7 oktober 1919    | 19 juni 1920      |
| 5   |                  | Kazys Grinius (1866-1950)                         | 19 juni 1920      | 2 februari 1922   |
| 6   |                  | Ernestas Galvanauskas (1882-1967)                 | 2 februari 1922   | 23 februari 1923  |
| 6   | 23 februari 1923 | Ernestas Galvanauskas (1882-1967)                 | 29 juni 1923      |                   |
| 6   | 29 juni 1923     | Ernestas Galvanauskas (1882-1967)                 | 18 juni 1924      |                   |
| 7   |                  | Antanas Tumėnas (1880-1946)                       | 18 juni 1924      | 4 februari 1925   |
| 8   |                  | Vytautas Petrulis (1890-1942)                     | 4 februari 1925   | 25 september 1925 |
| 9   |                  | Leonas Bistras (1890-1971)                        | 25 september 1925 | 15 juni 1926      |
| (2) |                  | Mykolas Sleževičius (1882-1939) 3e termijn        | 15 juni 1926      | 17 december 1926  |
| 10  |                  | Augustinas Voldemaras (1883-1942)                 | 17 december 1926  | 23 september 1929 |
| 11  |                  | Juozas Tūbelis (1882-1939)                        | 23 september 1929 | 12 juni 1934      |
| 11  | 12 juni 1934     | Juozas Tūbelis (1882-1939)                        | 6 september 1935  |                   |
| 11  | 6 september 1935 | Juozas Tūbelis (1882-1939)                        | 24 maart 1938     |                   |
| 12  |                  | Vladas Mironas (1880-1953)                        | 24 maart 1938     | 5 december 1939   |
| 12  | 5 december 1939  | Vladas Mironas (1880-1953)                        | 28 maart 1939     |                   |
| 13  |                  | Jonas Černius (1898-1977)                         | 28 maart 1939     | 21 november 1939  |
| 14  |                  | Antanas Merkys (1887-1955)                        | 21 november 1939  | 17 juni 1940      |
| 15  |                  | Justas Paleckis (1899-1980)                       | 17 juni 1940      | 24 juni 1940      |
| -   |                  | Vincas Krėvė-Mickevičius (1882-1954) (waarnemend) | 24 juni 1940      | 25 augustus 1940  |

### Litouwen onder de Sovjet-Unie (1940–1990)
Voorzitter van de raad van volkscommissarissen.
- Mečislovas Gedvilas (25 augustus 1940 – 2 april 1946) (tussen  1941–1944 in ballingschap in de Russische Socialistische Federatieve Sovjetrepubliek.)

Voorzitter van de raad van ministers
- Mečislovas Gedvilas (2 april 1946 – 16 januari 1956)
- Motiejus Šumauskas (16 januari 1956 – 14 april 1967)
- Juozas Maniušis (14 april 1967 – 16 januari 1981)
- Ringaudas Songaila (16 januari 1981 – 18 november 1985)
- Vytautas Sakalauskas (18 november 1985 – 17 maart 1990)

### Republiek Litouwen (1990-heden)
| Nr. | Premier                    | Premier                                     | Ambtstermijn           | Ambtstermijn           |
| --- | -------------------------- | ------------------------------------------- | ---------------------- | ---------------------- |
| -   |                            | Kazimira Prunskienė (1943) (waarnemend)     | 11 t/m 17 maart 1990   | 11 t/m 17 maart 1990   |
| 1   | Kazimira Prunskienė (1943) | 17 maart 1990                               | 10 januari 1991        |                        |
| 2   |                            | Albertas Šimėnas (1950)                     | 10 t/m 13 januari 1991 | 10 t/m 13 januari 1991 |
| 3   |                            | Gediminas Vagnorius (1957) 1e keer          | 13 januari 1991        | 21 juli 1992           |
| 4   |                            | Aleksandras Abišala (1955)                  | 21 juli 1992           | 2 december 1992        |
| 5   |                            | Bronislovas Lubys (1938-2011)               | 2 december 1992        | 10 maart 1993          |
| 6   |                            | Adolfas Šleževičius (1948-2022)             | 10 maart 1993          | 15 februari 1996       |
| 7   |                            | Laurynas Mindaugas Stankevičius (1935-2017) | 15 februari 1996       | 27 november 1996       |
| (2) |                            | Gediminas Vagnorius (1957) 2e keer          | 27 november 1996       | 4 mei 1999             |
| -   |                            | Irena Degutienė (1949) (waarnemend)         | 4 t/m 18 mei 1999      | 4 t/m 18 mei 1999      |
| 8   |                            | Rolandas Paksas (1956) 1e keer              | 18 mei 1999            | 27 oktober 1999        |
| -   |                            | Irena Degutienė (1949) (waarnemend)         | 27 oktober 1999        | 3 november 1999        |
| 9   |                            | Andrius Kubilius (1956) 1e keer             | 3 november 1999        | 26 oktober 2000        |
| (8) |                            | Rolandas Paksas (1956) 2e keer              | 26 oktober 2000        | 20 juni 2001           |
| -   |                            | Eugenijus Gentvilas (1960) (waarnemend)     | 20 juni 2001           | 3 juli 2001            |
| 10  |                            | Algirdas Brazauskas (1932-2010)             | 3 juli 2001            | 1 juni 2006            |
| -   |                            | Zigmantas Balčytis (1953) (waarnemend)      | 1 juni 2006            | 4 juli 2006            |
| 11  |                            | Gediminas Kirkilas (1951-2024)              | 4 juli 2006            | 9 december 2008        |
| (9) |                            | Andrius Kubilius (1956) 2e keer             | 9 december 2008        | 13 november 2012       |
| 12  |                            | Algirdas Butkevičius (1958)                 | 13 november 2012       | 13 december 2016       |
| 13  |                            | Saulius Skvernelis (1970)                   | 13 december 2016       | 11 december 2020       |
| 14  |                            | Ingrida Šimonytė (1974)                     | 11 december 2020       | 12 december 2024       |
| 15  |                            | Gintautas Paluckas (1979)                   | 12 december 2024       | huidig                 |